# Kīn Āb
Kīn Āb (persiska: کین آب, چنابگو, کینو) är en ort i Iran.   Den ligger i provinsen Östazarbaijan, i den nordvästra delen av landet, 500 km nordväst om huvudstaden Teheran. Kīn Āb ligger 1 525 meter över havet och antalet invånare är 145.
Terrängen runt Kīn Āb är lite bergig, och sluttar österut. Runt Kīn Āb är det ganska glesbefolkat, med 27 invånare per kvadratkilometer. Närmaste större samhälle är Chol Qeshlāqī, 7,3 km sydväst om Kīn Āb. Trakten runt Kīn Āb består i huvudsak av gräsmarker.